# Július 7.
Július 7. az év 188. (szökőévben 189.) napja a Gergely-naptár szerint. Az évből még 177 nap van hátra.
Névnapok: Apollónia + Apol, Apolka, Bandó, Bódog, Brendon, Cirill, Cirilla, Donald, Donát, Donáta, Donátó, Évald, Félix, Kasztor, Kíra, Kirill, Metód, Odiló, Odó, Olinda, Vilibald

## Események
- 1521 – Az I. Szulejmán szultán vezette török haderő elfoglalja Szabács várát. A Logodi Simon és Torma András vezette 500 főnyi őrség az utolsó emberig harcolva elesik.
- 1683 – A petronelli csata a törökök és a Savoyai Jenő vezette osztrák császári hadak között.
- 1916 – David Lloyd George-ot kinevezik Nagy-Britannia hadügyminiszterévé.
- 1919 – A Magyar Tanácsköztársaság Vörös Hadserege kivonul a Felvidékről; a Szlovák Tanácsköztársaság bukása.
- 1937 – Egy japán katona rövid eltűnése miatt sor kerül a Marco Polo-hídi incidensre, amely aztán a második kínai–japán háború kitöréséhez vezet.
- 1939 – Kárpátalján megszűnik a katonai közigazgatás, hatályba lép a polgári közigazgatásra vonatkozó rendelet.
- 1941 – A jugoszláv hegyekben kezdetét veszi a Tito vezette partizánfelkelés.
- 1951 – Az első színes televízióadás az Egyesült Államokban.
- 1969 – Kanadában a francia nyelvet az angollal egyenjogúnak ismerik el.
- 1977 – Az Egyesült Államokban kipróbálják a megnövelt sugárzású atomfegyvert, a neutronbombát.
- 1985 – Taróczy Balázs (Heinz Günthardttal) első magyar győztesként megnyeri a férfi párost Wimbledonban.
- 1988 – Bartók Béla zeneszerző újratemetése Budapesten, a Farkasréti temetőben.
- 1991 – Megalakul a Monopoly csoport.
- 1999 – Diáktüntetések kezdődnek Iránban, melyek eltartanak július 13-ig.
- 2005 – Több bomba robban Londonban tömegközlekedési járműveken. A több mint félszáz halottat követelő terrorcselekményért az al-Káida vállalja a felelősséget.
- 2007 – A Live Earth keretében öt kontinensen, kilenc városban lépnek fel együttesek, énekesek, hogy a globális felmelegedési válságra felhívják az emberek figyelmét.
- 2007 – Nyilvánosságra hozzák a világ hét új csodáját: Colosseum, Kínai nagy fal, Machu Picchu, A Megváltó Krisztus szobra, Tádzs Mahal, Chichén Itzá és Petra.
- 2020  –  A Magyar Tudományos Akadémia (MTA) 193. tisztújító közgyűlésén a Bolyai-díjas és Széchenyi-díjas Freund Tamás agykutatót választják az MTA élére, aki a leköszönő Lovász Lászlót váltja az elnöki poszton.

## Sportesemények
Formula–1
- 1957 –  francia nagydíj, Rouen - Győztes: Juan Manuel Fangio  (Maserati)
- 1968 –  francia nagydíj, Rouen - Győztes: Jacky Ickx  (Ferrari). Ezen a versenyen vesztette életét Jo Schlesser.
- 1974 –  francia nagydíj, Dijon - Győztes: Ronnie Peterson  (Lotus Ford)
- 1985 –  francia nagydíj, Paul Ricard - Győztes: Nelson Piquet  (Brabham BMW Turbo)
- 1991 –  francia nagydíj, Magny-Cours - Győztes: Nigel Mansell  (Williams Renault)
- 2002 –  brit nagydíj, Silverstone - Győztes: Michael Schumacher  (Ferrari)
- 2013 –  német nagydíj, Nürburgring - Győztes: Sebastian Vettel  (Red Bull-Renault)

## Születések
- 1207 – Árpád-házi Szent Erzsébet, II. András magyar király és Gertrúd királyné lánya, IV. Béla magyar király huga, Lajos thüringiai őrgróf felesége, példaadó európai szent († 1231)
- 1540 – János Zsigmond, választott magyar király, az első erdélyi fejedelem († 1571)
- 1752 – Joseph Marie Jacquard francia feltaláló, a szövőszék továbbfejlesztője († 1834)
- 1766 – Dominique-Jean Larrey, francia orvos, hadisebész, a sürgősségi sebészet megalapozója († 1842)
- 1807 – Fényes Elek statisztikai és földrajzi író, a Magyar Tudományos Akadémia tagja († 1876)
- 1819 – Kőváry László magyar történész, statisztikus, az MTA levelező tagja († 1907)
- 1834 – Angster József, orgonakészítő mester († 1918)
- 1843 – Camillo Golgi Nobel-díjas olasz természettudós és orvos († 1926)
- 1860 – Gustav Mahler, morvaországi születésű osztrák zeneszerző († 1911)
- 1867 – Radics Béla cigányprímás († 1930)
- 1872 – Bekey Imre Gábor barlangkutató, barlangfotós, turisztikai író († 1936)
- 1884 – Lion Feuchtwanger, német író, a "Jud Süss" szerzője († 1958)
- 1887 – Marc Chagall, orosz festőművész († 1985)
- 1890 – Manninger Rezső, állatorvos, egyetemi tanár († 1970)
- 1894 – Mihály Dénes, magyar gépészmérnök, feltaláló, a televíziós képátvitel megalkotója († 1953)
- 1899 – George Cukor, Oscar-díjas magyar származású amerikai filmrendező († 1983)
- 1901 – Vittorio De Sica, olasz neorealista filmrendező, színész († 1974)
- 1907 – Robert A. Heinlein, amerikai sci-fi író († 1988)
- 1907 – Tisza László, magyar fizikus († 2009)
- 1915 – Margaret Walker, amerikai írónő († 1998)
- 1926 – Balázs Nándor, magyar születésű amerikai fizikus († 2003)
- 1927 – Kosztarab Mihály amerikai magyar entomológus, az MTA tagja († 2022)
- 1932 – Joe Zawinul osztrák jazzbillentyűs és zeneszerző, a fúziós zene és az elektromos billentyűs hangszerek használatának egyik úttörője († 2007)
- 1936 – Jo Siffert svájci autóversenyző († 1971)
- 1936 – Tóth-Máthé Miklós József Attila-díjas magyar író, színművész († 2019)
- 1940 – Ringo Starr brit zenész, a The Beatles tagja
- 1943 – Kígyós Sándor, magyar szobrász († 1984)
- 1943 – Toto Cutugno olasz énekes, dalszerző († 2023)
- 1946 – Manfred Alois Segieth, ismertebb nevén Fancy német italo disco énekes, dalszerző, producer
- 1948 – Barta Tamás magyar gitáros, énekes, zeneszerző. Az LGT gitárosa. († 1982)
- 1948 – Vajda Márta magyar színésznő
- 1957 – Ranga László magyar raliversenyző, a magyar ralisport "Örökös bajnoka" († 2001)
- 1959 – Alessandro Nannini olasz autóversenyző
- 1959 – Demeter György magyar rock zenész, színész, énekes
- 1968 – Jorja Fox, amerikai színésznő
- 1970 – Szabó Győző Jászai Mari-díjas magyar színész
- 1976 – Bérénice Bejo, francia argentin színésznő
- 1977 – Kokics Péter magyar színész
- 1978 – Dömötör András magyar színész, rendező, tanár
- 1981 – Brian Elwin Haner Jr. ismertebb nevén Synyster Gates amerikai zenész Avenged Sevenfold szólógitárosa
- 1984 – Alberto Aquilani, olasz labdarúgó
- 1991 – Devon Alan, amerikai színész
- 1992 – Nathalia Ramos spanyol színésznő

## Halálozások
- 907 – Árpád magyar fejedelem, a Kárpát-medencei magyar állam első államfője, az Árpád-ház névadója (* 845 k.)
- 1162 – II. Haakon Sigurdsson, norvég király (* 1147)
- 1307 – I. Eduárd angol király ő hódította meg és az angol korona fennhatósága alá vonta Walest (* 1239)
- 1572 – II. Zsigmond Ágost, Lengyelország és Litvánia királya, a Jagellók utolsó férfisarja (* 1520)
- 1720 – Maria Barbara Bach, Johann Michael Bach leánya, Johann Sebastian Bach első felesége (* 1684)
- 1871 – Flór Ferenc, az 1848-as szabadságharcban a honvédorvosi kar vezetője, a „legmagyarabb magyar orvos” (* 1809)
- 1879 – Wenckheim Béla politikus, magyar miniszterelnök (* 1811)
- 1913 – Spáda János kolozsvári magyar építőmester (* 1877)
- 1930 – Sir Arthur Conan Doyle angol író (a Sherlock Holmes történetek megalkotója) (* 1859)
- 1948 – Schulek János műépítész (* 1872)
- 1956 – Gottfried Benn író, költő (* 1886)
- 1956 – Erdős Renée magyar író, költő (* 1878)
- 1968 – Jo Schlesser francia autóversenyző (* 1928)
- 1975 – Simon István, költő, műfordító (* 1926)
- 1981 – Gyergyai Albert író, műfordító (* 1893)
- 1985 – Harag György erdélyi magyar rendező, színész (* 1925)
- 2006 – Syd Barrett angol zenész, a Pink Floyd alapítója (* 1946)
- 2013 – Buda Béla magyar orvos, pszichiáter (* 1939)
- 2014 – Alfredo Di Stéfano argentin–spanyol labdarúgó (* 1926)
- 2014 – Eduard Sevardnadze szovjet-grúz politikus, a Szovjetunió külügyminisztere, Grúzia elnöke (* 1928)
- 2015 – Mednyánszky Ági magyar színésznő, a Budapesti Operettszínház örökös tagja (* 1927)
- 2019 – Ambrus Zoltán magyar zenész, gitáros, színész, az Irigy Hónaljmirigy tagja (* 1966)
- 2022 – Berecz János magyar politikus, országgyűlési képviselő (* 1930)

## Nemzeti ünnepek, évfordulók, események
- Szent Pantenus emléknapja a katolikus egyházban.
- A csokoládé világnapja 2009 óta.
- Tanabata ünnep (七夕) a japán csillagfesztivál
- Salamon-szigetek: függetlenség napja (1978)